# Ana María Ruiz-Tagle Morales
Ana María Ruiz-Tagle Morales (Sevilla, 16 de maig de 1944) és una advocada i política espanyola.

## Biografia
Llicenciada en Dret per la Universitat de Sevilla en 1966, va anar cofundadora, al costat de Felipe González, el seu futur marit Rafael Escuredo i altres membres del llavors clandestí Partit Socialista Obrer Espanyol, del primer despatx d'assessoria jurídica i laboral de Andalusia, el denominat "Despatx de Capità Vigueras", treball que va mantenir fins a 1997.
Va començar a exercir la seva carrera en 1972 com a advocat laboralista. Membre, a més del PSOE (en el qual va ingressar en 1965), de la Unió General de Treballadors, va ser triada per dues ocasions parlamentària per la província de Sevilla: a les eleccions de 1977 i a les de 1979.
En la II, III i IV Legislatura va ser senadora electa per Sevilla, destacant els seus treballs en la Comissió Constitucional, que va presidir, i la Comissió de Justícia.
En 1993 va ser designada pel govern Presidenta de l'Agència Espanyola de Cooperació Internacional. Després va tornar a la vida professional, obrint despatx a Madrid encara que sense desvincular-se del compromís polític. Així, va participar en l'impuls de la Llei de Violència de Gènere com a membre d'Amnistia Internacional. Des de 1997 és Presidenta del Consell Social de la Universitat de Sevilla.
En 2005 va ser premiada per la Asociaciación per a l'Ètica i la Qualitat en l'Advocacia amb el guardó Premi De l'Ètica i la Qualitat dels Professionals del Dret.